# 886

## Evenimente
- Alfabetul glagolitic este adoptat în Țaratul Bulgar.
- Alfred cel Mare cucerește Londra.
- Carol cel Pleșuv încheie o pace cu vikingii și Rollon care a asediat Parisul.
- Leon al VI-lea îl succedează pe tatăl său Vasile I la tronul Imperiului Bizantin.

## Decese
- Adalbert I de Toscana, 65 ani, margraf de Toscana (din 847), (n.c. 820)

- Henric de Franconia, duce de Franconia (n. ?)
- Vasile I Macedoneanul, 74 ani, împărat bizantin (din 867), (n.c. 811)